# Mezalianță

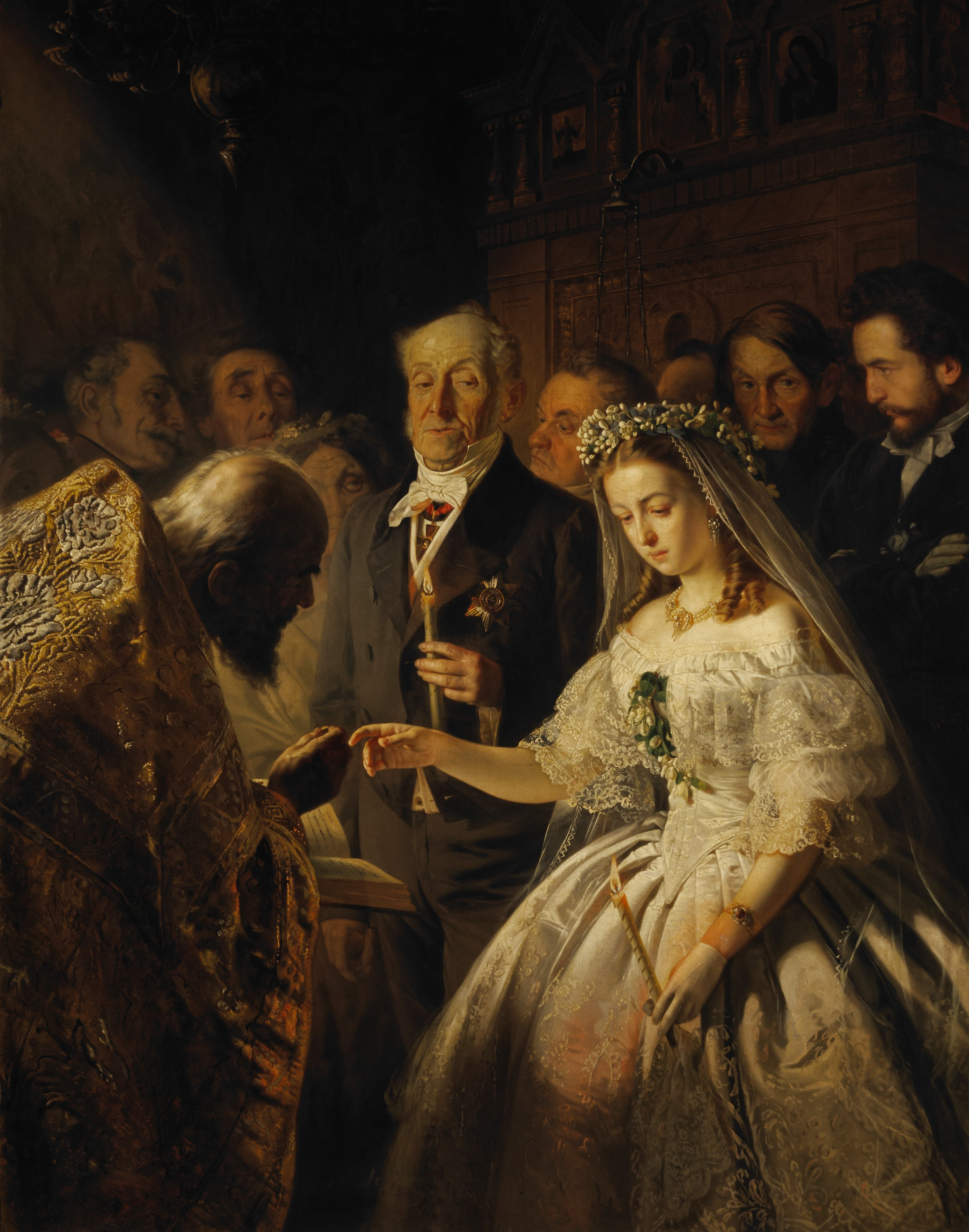
V. V. Pukirev, „Mezalianță” (1862)

Mezalianța (din franceză mésalliance) este o căsătorie între două persoane inegale din punct de vedere social, adică provenind din clase sociale diferite, având un statut social diferit sau cu o diferență considerabilă de avere. 
În cele mai multe cazuri, ca urmare a unei mezalianțe, soțul cu o origine socială inferioară obținea aceeași poziție cu cea a soțului cu un rang social superior.  De exemplu, în Rusia, o femeie care se căsătorea cu un nobil obținea statut nobiliar.  Dacă acest lucru nu se întâmpla, atunci o astfel de căsătorie între două persoane cu un statut social inegal se numea căsătorie morganatică . 
În unele societăți din perioada antică sau medievală mezalianța era, de regulă, condamnată.  Astfel, în India antică, în care societatea era împărțită în caste, persoanele din caste diferite care încheiau o căsătorie au fost pedepsite în unele cazuri cu moartea, iar copiii dintr-o astfel de căsătorie au fost considerați a fi în afara castelor, adică aveau un statut social inferior celui avut de ambii părinți. 
Un exemplu de mezalianță modernă este căsătoria prințului britanic Eduard cu o femeie divorțată pe nume Wallis Simpson, pentru care Eduard a trebuit să abdice de la tron. Un exemplu mai nou este căsătoria prințesei japoneze Sayako cu Yoshiki Kuroda din anul 2005.  Ca urmare, Sayako a pierdut titlul de prințesă. 
Tema mezalianței a fost tratată deseori în operele literare din secolul al XVIII-lea și de la începutul secolului al XX-lea.  Una dintre piesele lui George Bernard Shaw poartă titlul „Mezalianța”. 

## Galerie

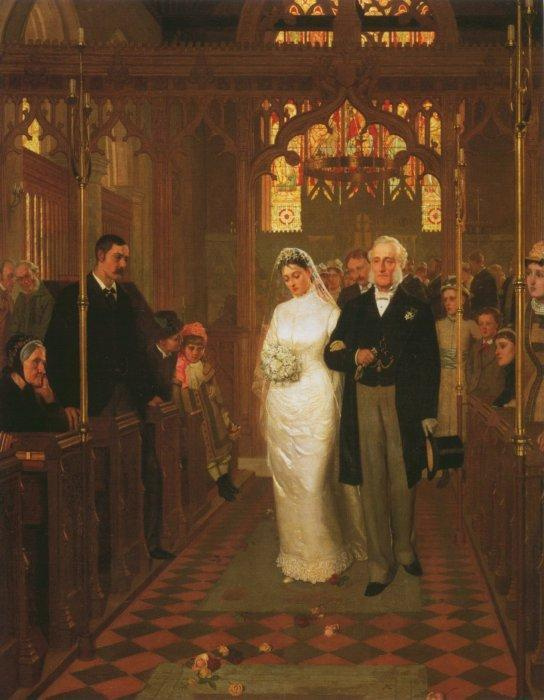
Edmund Leighton, „Până când moartea ne va despărți” (1878)